# Laury Perez
Pour les articles homonymes, voir Laury et Perez.
Laury Perez, née le 21 novembre 2003 à Béziers, est une coureuse cycliste française spécialisée en BMX freestyle.

## Carrière
Laury Perez est originaire du sud de la France et découvre le BMX à l'âge de 11 ans, après des débuts sur une trottinette freestyle l'année précédente. Elle est licenciée au sein du club de la ville de Sérignan comme Anthony Jeanjean. Par ailleurs, elle est titulaire d'un BPJEPS.
En 2019, Laury Pérez se classe deuxième au championnat de France de BMX freestyle park. Elle remporte le titre de championne de France de BMX freestyle park en 2020, 2021, 2022, 2023 et 2024[réf. souhaitée].

### Débuts internationaux
En 2022, Laury Perez décroche une médaille de bronze au championnat d'Europe de BMX freestyle park à Munich et termine à la douzième place aux championnats du monde à Abou-Dabi la même année[réf. souhaitée].
En 2023, elle conserve son titre national et s’adjuge, comme l’année précédente, la médaille de bronze au championnat d'Europe de BMX freestyle park,. Elle intège l'Armée des champions en tant qu'aviatrice au mois d'octobre.

### Saison 2024
Laury Perez est connue pour ses compétences techniques, incluant des figures complexes comme le 360-barspin et des backflips.
En 2024, Laury Perez remporte la Coupe du Monde UCI de Freestyle Park à Montpellier en devançant notamment la Japonaise Miharu Ozawa et la Britannique Sasha Pardoe. Elle se qualifie aux Jeux olympiques de Paris 2024.
Engagée à Paris, elle parvient à se qualifier pour la finale de l’épreuve de BMX Freestyle, arrivant neuvième pour un total de neuf places en finale. Elle termine neuvième de la finale.

## Palmarès en BMX freestyle park

### Jeux olympiques
- Paris 2024
  - 9e du BMX freestyle Park

### Coupe du monde
- Coupe du monde de BMX Freestyle Park
  - 2024 : 7e du classement général, vainqueur d'une manche

### Championnats d'Europe
- 2022
  -  Médaillée de bronze du BMX freestyle park
- 2023
  -  Médaillée de bronze au BMX freestyle park[4]

### Championnats de France
- 2019
  - 2e du BMX freestyle park
- 2020
  -  Championne de France de BMX freestyle park
- 2021
  -  Championne de France de BMX freestyle park
- 2022
  -  Championne de France de BMX freestyle park
- 2023
  -  Championne de France de BMX freestyle park
- 2024
  -  Championne de France de BMX freestyle park